# Мохнатки
Мохна́тки (лат. Lagriinae) — подсемейство жуков семейства чернотелок.

## Описание
Тело жуков обычно удлинённое длиной от 1,5 до 56 мм. Переднеспинка с закруглёнными боками, голова направлена вперёд, усики шнуровидные.

## Образ жизни
Большинство видов обитают в подстилке. Питаются опавшими листьями и другими разлагающимися остатками растений.

## Классификация
В составе подсемейства:
- Adelium Kirby, 1818
- Colparthum
- Epicydes
- Gonialaena
- Laena
- Lagriogonia Fairmaire, 1818
- Meropria
- Nevermanniella
- Spinolagriella Pic, 1955
- Uroplatopsis
- Lagria (Мохнатки (род) Fabricius, 1775)
  - Lagria hirta Linnaeus — Мохнатка обыкновенная

## Распространение
Подсемейство имеет почти космополитное распространение.